# 다이어리 오브 데드
《다이어리 오브 데드》(영어: Diary of the Dead)는 2007년 공개된 미국의 파운드 푸티지 공포 영화이다. 살아있는 시체들의 밤 시리즈 다섯 번째 작품이다. 《서바이벌 오브 더 데드》(2009)로 이어진다.

## 줄거리
공포 영화를 찍던 피츠버그 대학교 영화학 전공생들이 좀비 창궐에 휘말린다. 이들은 사용하던 촬영 장비로 이에 대한 기록을 남긴다.

## 출연
- 미셸 모건 - 데브라 모이니핸 역
- 조슈아 클로스 - 제이슨 크리드 역
- 숀 로버츠 - 토니 러벨로 역
- 에이미 럴론드 - 트레이시 서먼 역
- 조 디니콜 - 엘리엇 스톤 역
- 스콧 웬트워스 - 앤드루 맥스웰 역
- 조지 부자 - 모터사이클을 모는 사람 역
- 타티아나 매슬래니 - 메리 덱스터 역
- R. D. 리드 - 새뮤얼 역
- 메건 파크 - 프랜신 셰인 역
- 앨런 밴스프랭 - "니코틴" 크로킷 병장 역
- 크리스 바이얼릿
- 조지 A. 로메로
- 보이드 뱅크스
- 그레그 니커테로
- 쿠엔틴 타란티노
- 웨스 크레이븐
- 기예르모 델토로
- 사이먼 페그
- 스티븐 킹

## 기타 제작진
- 공동 제작: 폴라 데번셔
- 협력 제작: 도나 크로치, 마이클 도허티
- 배역: 존 버컨
- 미술: 루퍼트 라저러스
- 세트: 저스틴 크레이그
- 의상: 앨릭스 캐버나